# Love and Dancing
Love and Dancing – album zespołu The Human League wydany w 1982 roku. Wydawnictwo zawierało instrumentalne remiksy wcześniej znanych utworów (głównie piosenek z albumu Dare). Zespół wydał płytę Love and Dancing jako The League Unlimited Orchestra.

## Lista utworów
1. „Hard Times”
2. „Love Action (I Believe in Love)”
3. „Don't You Want Me”
4. „Things That Dreams Are Made Of”
5. „Do or Die”
6. „Seconds”
7. „Open Your Heart”
8. „The Sound of the Crowd”